# USS LST-171
O USS LST-171 foi um navio de guerra norte-americano da classe LST que operou durante a Segunda Guerra Mundial.